# John Clopton
John Clopton (* 7. Februar 1756 bei Tunstall, New Kent County, Colony of Virginia; † 11. September 1816 ebenda) war ein US-amerikanischer Politiker. Zwischen 1795 und 1816 vertrat er zwei Mal den Bundesstaat Virginia im US-Repräsentantenhaus.

## Werdegang
John Clopton besuchte bis 1776 das College of Philadelphia, aus dem später die University of Pennsylvania hervorging. Nach einem Jurastudium und seiner Zulassung als Rechtsanwalt begann er in diesem Beruf zu arbeiten. Während des Unabhängigkeitskrieges diente er als Oberleutnant und Hauptmann der Staatsmiliz von Virginia. Bei der Schlacht von Brandywine wurde er verwundet. Nach dem Krieg schlug Clopton auch eine politische Laufbahn ein. Zwischen 1789 und 1791 saß er im Abgeordnetenhaus von Virginia. Ende der 1790er Jahre wurde er Mitglied der von Thomas Jefferson gegründeten Demokratisch-Republikanischen Partei.
Bei den Kongresswahlen von 1794 wurde Clopton im 13. Wahlbezirk von Virginia in das US-Repräsentantenhaus gewählt, wo er am 4. März 1795 die Nachfolge von Samuel Griffin antrat. Nach einer Wiederwahl konnte er bis zum 3. März 1799 zunächst zwei Legislaturperioden im Kongress absolvieren. Von 1799 bis 1801 war er Mitglied im Virginia Privy Council, einem Regierungsorgan des Staates Virginia. Bei den Wahlen des Jahres 1800 wurde Clopton erneut im 13. Distrikt seines Staates in den Kongress gewählt, wo er am 4. März 1801 Littleton Waller Tazewell ablöste. Nach sieben Wiederwahlen konnte er bis zu seinem Tod am 11. September 1816 im Kongress verbleiben. Von 1803 bis 1813 vertrat er den neu eingerichteten 22. und ab 1813 den ebenfalls neu gegründeten 23. Wahlbezirk von Virginia. Zwischen 1807 und 1809 war er Vorsitzender des Committee on Revisal and Unfinished Business.
Während seiner Zeit als Kongressabgeordneter wurde im Jahr 1803 durch den Louisiana Purchase das Staatsgebiet der Vereinigten Staaten beträchtlich erweitert. Im Jahr 1804 wurde der zwölfte Verfassungszusatz ratifiziert. Ebenfalls in seine Zeit im US-Repräsentantenhaus fiel der Britisch-Amerikanische Krieg von 1812. Nach Cloptons Tod wurde der spätere US-Präsident John Tyler als sein Nachfolger in den Kongress gewählt.